# William Emmett Dever
Pour les articles homonymes, voir Dever.
William Emmett Dever (né le 13 mars 1862 à Woburn, dans le Massachusetts - mort le 13 septembre 1929 à Chicago) est un homme politique américain membre du Parti démocrate. Il fut membre du conseil municipal de Chicago de 1902 à 1910, puis maire de Chicago de 1923 à 1927,.

## Biographie
Né au sein d'une famille de tanneurs à Woburn, dans le Massachusetts, il entre dans l'entreprise familiale à l'âge de 15 ans. En 1882, il quitte sa ville natale de Woburn pour Boston (MA) où il vit du commerce du tannage pendant deux ans avant de faire la connaissance de Kate Conway, sa future femme. En 1887, Dever et sa femme décident de s'installer à Chicago pour des raisons économiques et y ouvre une entreprise de tannage dans le quartier de Goose Island (secteur de Near North Side).

## Carrière politique
En 1900, il abandonne son métier de tanneur pour se lancer en politique et brigue un mandat de conseiller municipal au sein de l'administration de Chicago.
Il est élu et devient membre du conseil municipal de Chicago en 1902 et représente le 17e district de la ville de Chicago. Dever est réélu conseiller municipal en 1906,. Dever devient l'un des conseillers municipaux les plus influents lors de la première administration de Carter Harrison, Jr. et a suscité un vif intérêt en tant que candidat potentiel démocrate à la mairie en 1905, mais ne s'est pas présenté. Dever devient un allié clé du candidat à la mairie Edward Dunne, qui a été élu en 1905. 
En 1910, Dever est élu pour un premier mandat de juge. Il est réélu en 1916 puis 1922. Il garde sa place de juge jusqu'à ce qu'il soit élu maire de Chicago en 1923. Durant son administration, Dever fut à l'origine de nombreuses améliorations dans les infrastructures de la ville, notamment l'achèvement de Wacker Drive, l'extension d'Ogden Avenue, l'inversement du courant de la rivière Chicago et la construction du premier aéroport de la ville, l'aéroport international Midway.
Dever, dont le seul mandat de maire a été pris en sandwich entre les deuxième et troisième mandats du républicain William Hale Thompson, se présente pour un nouveau mandat en 1927 mais est battu face à Thompson par 83 000 voix. Thompson fut son prédécesseur de 1915 à 1923.
Dever meurt des suites d'un cancer à Chicago en 1929.

## Sources
- Former Mayor Dever Dead. Chicago Daily Tribune, September 4, 1929, p. 1.
- Grossman, James R., Ann Durkin Keating and Janice L. Reiff, editors. Encyclopedia of Chicago. University of Chicago Press, 2004.
- Throngs Honor Dever at Simple Funeral Service. Chicago Daily Tribune, September 7, 1929, p. 4.